# Brașov Challenger 2025
Il Brașov Challenger 2025 è stato un torneo maschile di tennis professionistico. È stata la 2ª edizione del torneo, facente parte della categoria Challenger 75 nell'ambito dell'ATP Challenger Tour 2025, con un montepremi di 91 000 €. Si è giocato dal 30 giugno al 6 luglio 2025 sui campi in terra rossa del Baza Sportiva Olimpia Brasov di Brașov, in Romania.

## Partecipanti

### Teste di serie
| Nazionalità | Giocatore                  | Ranking* | Testa di serie |
| ----------- | -------------------------- | -------- | -------------- |
| Brasile     | Felipe Meligeni Alves      | 147      | 1              |
| Argentina   | Juan Pablo Ficovich        | 156      | 2              |
| Ungheria    | Zsombor Piros              | 160      | 3              |
| Ecuador     | Álvaro Guillén Meza        | 192      | 4              |
| Argentina   | Santiago Rodríguez Taverna | 194      | 5              |
| Spagna      | Pol Martín Tiffon          | 207      | 6              |
| Bolivia     | Murkel Dellien             | 223      | 7              |
| Bulgaria    | Dimitar Kuzmanov           | 225      | 8              |

* Ranking al 23 giugno 2025.

### Altri partecipanti
I seguenti giocatori hanno ricevuto una wild card per il tabellone principale:
- Manas Dhamne
- Gabriel Ghețu
- Luca Preda

Il seguente giocatore è entrato in tabellone nell'ambito dello Junior Accelerator Programme:
- Maxim Mrva

Il seguente giocatore è entrato in tabellone nell'ambito del Next Gen Accelerator Programme:
- Kilian Feldbausch

Il seguente giocatore è entrato in tabellone come alternate:
- Marko Topo

I seguenti giocatori sono passati dalle qualificazioni:
- Radu Albot
- Oriol Roca Batalla
- Alexander Donski
- Gabi Adrian Boitan
- Andrea Guerrieri
- Radu Mihai Papoe

I seguenti giocatori sono entrati in tabellone come lucky loser:
- Tommaso Compagnucci
- Tom Paris

## Punti e montepremi
| Torneo    | Torneo              | V      | F     | SF    | QF    | 2T    | 1T  | Q | Q2  | Q1  |
| Singolare | Punti               | 75     | 44    | 22    | 12    | 6     | 0   | 4 | 2   | 0   |
| Singolare | Premi in denaro (€) | 12 980 | 7 620 | 4 550 | 2 635 | 1 535 | 950 | – | 360 | 185 |
| Doppio    | Punti               | 75     | 44    | 22    | 12    | –     | 0   | – | –   | –   |
| Doppio    | Premi in denaro (€) | 4 250  | 2 450 | 1 480 | 880   | –     | 500 | – | –   | –   |

## Campioni

### Singolare
Francesco Maestrelli ha sconfitto in finale  Luka Pavlovic con il punteggio di 7–6(7), 6–4.

### Doppio
Vladyslav Orlov /  Santiago Rodríguez Taverna hanno sconfitto in finale  Alexandru Jecan /  Bogdan Pavel con il punteggio di 4–6, 7–6(5), [10–7].